# Antonio Villarreal
Antonio Irineo Villarreal González (Lampazos de Naranjo, Nuevo León, 3 de julho de 1879 – Cidade do México, 16 de dezembro de 1944) foi um político e militar mexicano e uma das figuras principais da Revolução Mexicana.

## Biografia
Antonio Villarreal foi professor na sua terra natal, Lampazos, Nuevo León, meio no qual se relacionou com os pensadores precursores da revolução, como Ricardo Flores Magón, de quem rapidamente se tornou colaborador próximo. Perante a repressão exercida por Porfírio Díaz contra eles, foram obrigados a exilar-se nos Estados Unidos em Saint Louis, Missouri.
Nesta cidade em 1906, e juntamente com os irmão Flores Magón, fundou o Partido Liberal Mexicano, cujo principal objectivo era o derrube do governo de Porfírio Díaz.
Uma vez iniciada a Revolução Mexicana, liderada por Francisco Madero, Villarreal associou-se ao movimento revolucionário, destacando-se como chefe militar e quando Victoriano Huerta depôs Madero, Villarreal levantou-se em armas contra ele. Após a ruptura entre Venustiano Carranza e Pancho Villa, Villarreal foi dos poucos líderes revolucionários tidos como neutrais, razão pela qual ao reunir-se a convenção de Aguascalientes com o objectivo de unificar a revolução, foi eleito presidente daquela, o que o afastaria definitivamente de Carranza. Após o triunfo de Carranza sobre a convenção seria de novo obrigado a exilar-se.
Em 1920, Álvaro Obregón revolta-se contra Carranza (plano de Agua Prieta) e Villarreal junta-se à revolta. Com o triunfo dos revoltosos e sendo presidente Adolfo de la Huerta, de quem era bastante próximo, fez parte do seu governo, posição que manteria no governo de Álvaro Obregón. Opositor de Plutarco Elías Calles, juntou-se à revolta liderada por José Gonzalo Escobar e após esta ter falhado regressa de novo ao exílio.
Seria amnistiado durante o governo de Lázaro Cárdenas, regressando então ao México, onde permaneceu até à sua morte em 1944.